# Идрисова, Наталья
Наталья Идрисова (род. около 1987, Душанбе) — таджикистанская консультантка по зелёной энергетике, чья работа была отмечена, когда она вошла в список 100 самых вдохновляющих женщин по версии Би-би-си.

## Биография
Идрисова родилась в Душанбе примерно в 1987 году. Члены её семьи были защитниками природы и воспитывали в том же духе своих детей. Они заботились о животных, не рвали цветы и не выбрасывали еду. Со временем её брат основал небольшую некоммерческую организацию, которую назвал «Маленькая Земля». Наталья стала активной сторонницей инициативы своего брата в 2014 году.
Наталья по образованию специалистка в международной экономике.

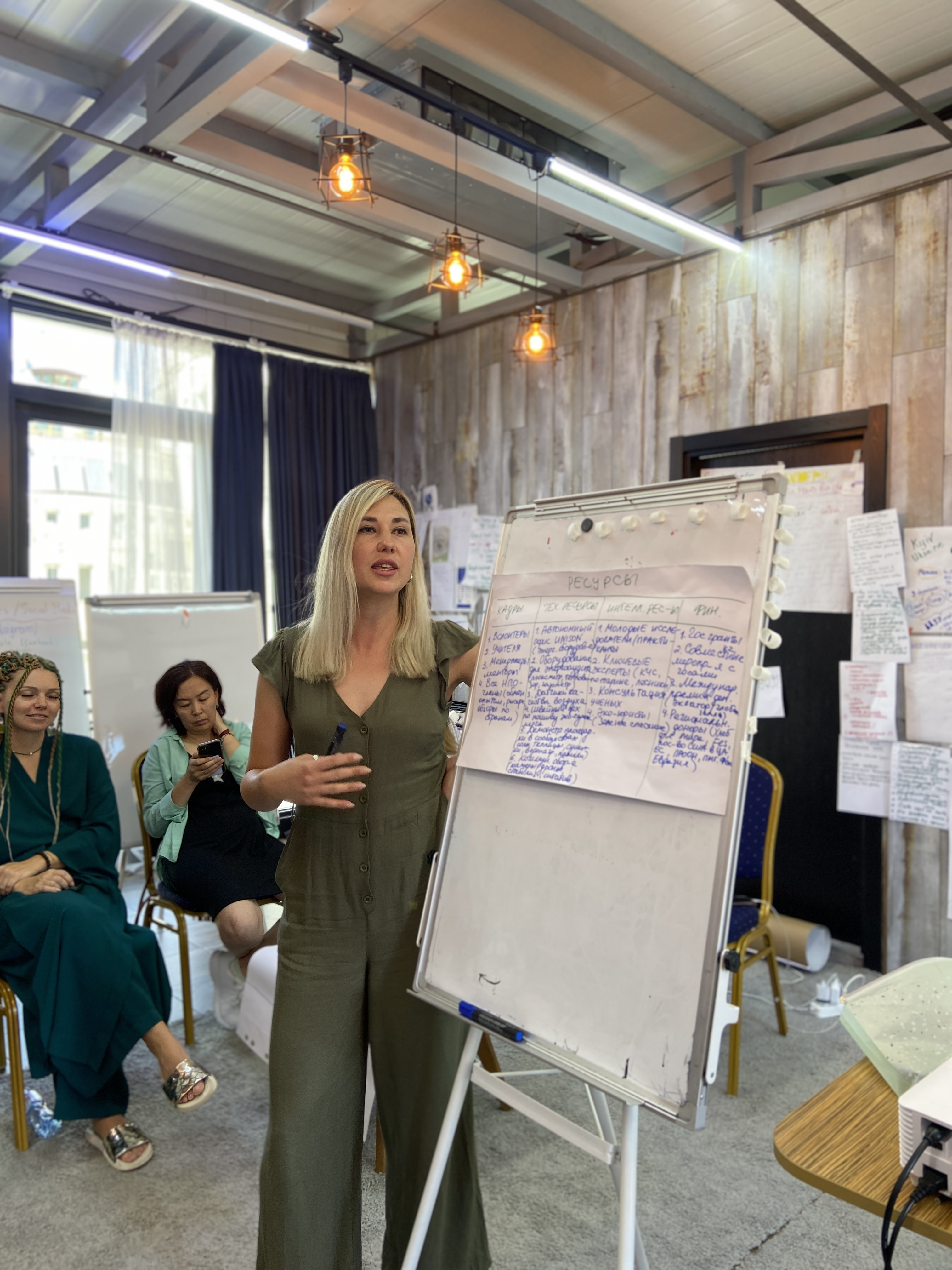
На встрече CAN EECCA в мае 2023 года

«Маленькая Земля» работает в горных районах Таджикистана, где у людей недостаточно энергии для собственного отопления — не хватает дров и электроэнергии. Организация поставляет учебные и работающие на солнечной энергии светильники и плиты, а также энергосберегающие устройства, такие как скороварки. Местные женщины заняты заботой о скоте и детях, а также сбором дров. Новые идеи и оборудование создают свободное время и идеи, но решения в обществе традиционно принимаются мужчинами. Наталья и «Маленькая Земля» призывают женщин чувствовать себя увереннее. Наталья считает, что общественность плохо понимает проблемы окружающей среды, что усиливает позиции крупных компаний. Она приводит в качестве примера вырубки деревьев. Прибыль получена, но местные жители могут понести жертвы из-за оползня, который можно было бы предотвратить с помощью корней деревьев. Люди могут влиять на решения, если они лучше информированы о лежащих в их основе проблемах. Наталья входит в комитет группы давления под названием «Сеть действий по климату — Восточная Европа, Кавказ и Центральная Азия» (Climate Action Network — Eastern Europe, Caucacus and Central Asia, CANEECA), которая занимается проблемами, связанными с климатом. Она считает, что серьёзным препятствием для перемен в слаборазвитых странах является баланс сил. Она говорит, что активисты в бедных странах не принимают решений, связанных с климатом.
Наталья критикует энергетическую политику своей страны. По показателю дохода на душу населения она самая бедная в Центральной Азии. Большая часть электроэнергии поступает из гидроисточников, но пополнение запасов осуществляется за счёт электростанций, работающих на ископаемом топливе, и Китай финансирует строительство дополнительных мощностей. Таджикистан стремится увеличить свой вклад в контроль климата. Внедряются электромобили, но Наталья подозревает, что они могут получать электричество от электростанций, работающих на ископаемом топливе.
На решения могут влиять журналисты, и в мае 2023 года Наталья провела мастер-класс по вопросам, связанным с климатом. Осенью 2023 года Наталья Идрисова была названа одной из 100 влиятельных женщин по версии Би-би-си.